# Luba Orgonasova
Luba Orgonasova (Bratislava, 22 de enero de 1961) es una soprano eslovaca, particularmente asociada a los roles mozartianos.
Estudió canto y piano en el Conservatorio de Música y la Academia de Música de Bratislava, y cantó como solista en el Teatro Nacional Eslovaco. Se estableció en Alemania en 1983 y formó parte del Hagen Opera House, donde permaneció hasta 1988.
La excepcional calidad de su voz hicieron que fuera rápidamente reconocida y pronto participó en óperas y conciertos por toda Europa. Hizo su debut en la Ópera estatal de Viena en 1988, interpretando a Donna Anna y Pamina, roles que repitió en los festivales de Aix-en-Provence y Salzburgo. Personificó a Konstanze en su debut en la Ópera de París, el cual grabó con John Eliot Gardiner, con gran suceso. Su debut en el Royal Opera House de Londres, fue con Aspasia. Otros personajes importantes de Mozart fueron: Giunia, Fiordiligi, Ilia. Se destacan también sus interpretaciones de las óperas de Handel: Alcina y Rinaldo. 
Su amplio repertorio incluye además: Marzelline, Agathe, Amina, Lucia, Luisa, Gilda, Violetta, Mimi, Liù, Marguerite, Micaela, Antonia, entre otros, en todos los cuales puede apreciarse su brillante voz y la perfección de su técnica de coloratura.
Orgonasova puede escucharse en diversas grabaciones, destacándose en particular el álbum Favorite Soprano Arias, y las grabaciones completas de La Bohème y La sonnambula.